# Liste der Stolpersteine in Zwickau

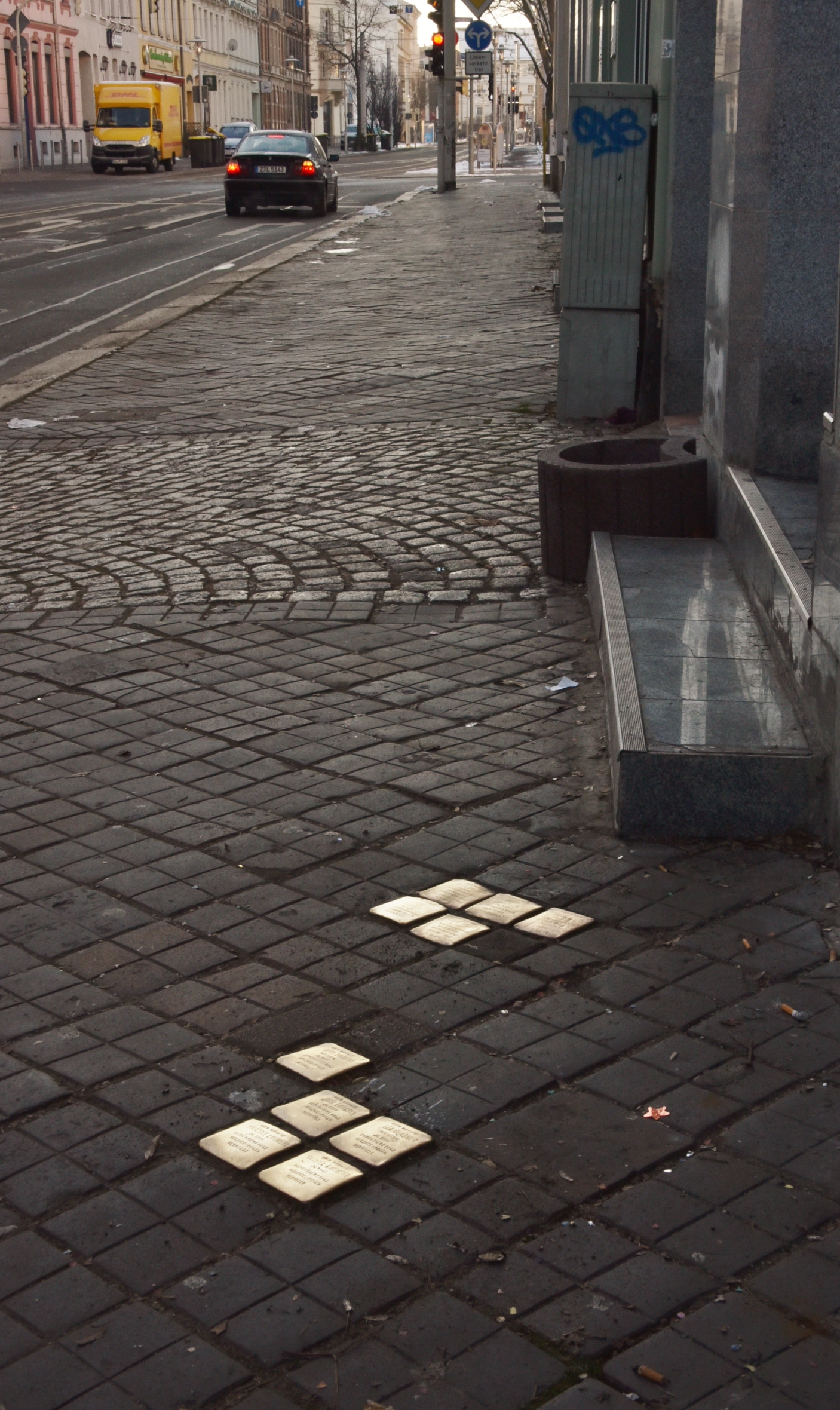
Stolpersteine in Zwickau

Die Liste der Stolpersteine in Zwickau enthält sämtliche Stolpersteine, die im Rahmen des gleichnamigen Kunst-Projektes von Gunter Demnig in Zwickau im Landkreis Zwickau verlegt wurden.

## Hintergrund
Mit diesen Gedenksteinen soll Opfern des Nationalsozialismus gedacht werden, die in Zwickau lebten und wirkten. Die erste Verlegung von drei Stolpersteinen erfolgte im Juni 2003. Weitere Verlegungen erfolgten 2004, 2007, 2017, 2022 und 2023. Insgesamt wurden bislang 47 Stolpersteine an 10 Adressen verlegt.

## Verlegte Stolpersteine
Zusammengefasste Adressen zeigen an, dass mehrere Stolpersteine an einem Ort verlegt wurden. Die Tabelle ist teilweise sortierbar; die Grundsortierung erfolgt alphabetisch nach dem Familiennamen.
| Stolperstein | Inschrift | Standort                         | Verlege- datum | Name, Leben |
| ------------ | --- | -------------------------------- | -------------- | --- |
|              | Innere Leipziger Str. 24 wohnte Mendel Brandwein Jg. 1886 'Polenaktion' 28.10.1938 ermordet im besetzten Polen                                                          | Alter Steinweg 16 (Lage)         | 29. Mai 2017   | Minna und Mendel Brandwein, ihre Töchter Toni und Elsa, Enkelsohn Jack |
|              | Innere Leipziger Str. 24 wohnte Minna Brandwein geb. Wiesenthal Jg. 1882 'Polenaktion' 28.10.1938 ermordet im besetzten Polen                                           | Alter Steinweg 16 (Lage)         | 29. Mai 2017   | Minna und Mendel Brandwein, ihre Töchter Toni und Elsa, Enkelsohn Jack |
|              | Innere Leipziger Str. 24 wohnte Elsa Sass geb. Brandwein Jg. 1919 'Polenaktion' 28.10.1938 ermordet im besetzten Polen                                                  | Alter Steinweg 16 (Lage)         | 29. Mai 2017   | Minna und Mendel Brandwein, ihre Töchter Toni und Elsa, Enkelsohn Jack |
|              | Innere Leipziger Str. 24 wohnte Jack Hausmann Jg. 1937 'Polenaktion' 28.10.1938 ermordet im besetzten Polen                                                             | Alter Steinweg 16 (Lage)         | 29. Mai 2017   | Minna und Mendel Brandwein, ihre Töchter Toni und Elsa, Enkelsohn Jack |
|              | Innere Leipziger Str. 24 wohnte Toni Hausmann geb. Brandwein Jg. 1913 'Polenaktion' 28.10.1938 ermordet 1942 im besetzten Polen                                         | Alter Steinweg 16 (Lage)         | 29. Mai 2017   | Minna und Mendel Brandwein, ihre Töchter Toni und Elsa, Enkelsohn Jack |
|              | Hier wohnte Ludwig Rux Jg. 1923 zwangssterilisiert 1939 eingewiesen 30.5.1940 Heilanstalt Arnsdorf ‘verlegt‘ 20.7.1940 Pirna-Sonnenstein ermordet 20.7.1940 ‘Aktion T4‘ | Anton-Saefkow-Weg 22 (Lage)      | 4. Juli 2007   | Ludwig Rux |
|              | Hier wohnte Heinrich Flatow Jg. 1875 deportiert Auschwitz ermordet 26.3.1943                                                                                            | Bachstraße 28 (Lage)             | 4. Juli 2007   | Heinrich Flatow |
|              | Hier wohnte Josef Hersch Gottesmann Jg. 1878 ermordet 31.10.1942 Ghetto Krakau                                                                                          | Bahnhofstraße 60 (Lage)          | 1. Juni 2004   | Josef Hersch Gottesmann |
|              | Hier wohnte Lariasia Fuchs geb. Steigmann Jg. 1888 deportiert 1942 Belzyce / Polen vermisst                                                                             | Emilienstraße 22 (Lage)          | 1. Juni 2004   | |
|              | Hier wohnte Hermine Fröhlich geb. Kern Jg. 1890 deportiert 1942 Belzyce / Polen vermisst                                                                                | Dr.-Friedrichs-Ring (Lage)       | 1. Juni 2004   | |
|              | Hier wohnte Otto Fröhlich Jg. 1886 deportiert 1942 Belzyce / Polen vermisst                                                                                             | Dr.-Friedrichs-Ring (Lage)       | 1. Juni 2004   | |
|              | Hier wohnte Ruth Fröhlich Jg. 1927 deportiert 1942 Belzyce / Polen vermisst                                                                                             | Dr.-Friedrichs-Ring (Lage)       | 1. Juni 2004   | |
|              | Hier wohnte Jette Tammler Jg. 1902 deportiert 1942 Belzyce / Polen vermisst                                                                                             | Dr.-Friedrichs-Ring (Lage)       | 1. Juni 2004   | |
|              | Hier wohnte Osias Goldberg Jg. 1902 deportiert 1942 Belzyce / Polen vermisst                                                                                            | Dr.-Friedrichs-Ring (Lage)       | 1. Juni 2004   | |
|              | Hier wohnte und arbeitete Mendel Josef Klein Jg. 1873 Firma enteignet verhaftet 1943 Gestapohaft Chemnitz Buchenwald ermordet 17.11.1943                                | Dr.-Friedrichs-Ring (Lage)       | 29. Mai 2017   | Familie Liebi und Mendel Josef Klein mit Sohn Karl |
|              | Hier wohnte und arbeitete Liebi Klein geb. Wolmann Jg. 1869 Firma enteignet verhaftet 1943 Gefängnis Leipzig 1943 Ravensbrück ermordet                                  | Dr.-Friedrichs-Ring (Lage)       | 29. Mai 2017   | Familie Liebi und Mendel Josef Klein mit Sohn Karl |
|              | Hier wohnte Karl Klein Jg. 1903 deportiert 1942 Belzyce / Polen vermisst                                                                                                | Dr.-Friedrichs-Ring (Lage)       | 29. Mai 2017   | Familie Liebi und Mendel Josef Klein mit Sohn Karl |
|              | Hier wohnte Dina Ledermann geb. Bamberg Jg. 1878 deportiert 1942 Belzyce / Polen vermisst                                                                               | Dr.-Friedrichs-Ring (Lage)       | 1. Juni 2004   | |
|              | Hier wohnte Leopold Ledermann Jg. 1875 deportiert 1942 Belzyce / Polen vermisst                                                                                         | Dr.-Friedrichs-Ring (Lage)       | 1. Juni 2004   | |
|              | Hier wohnte Eva Esther Scheinik Jg. 1886 ausgewiesen 1938 nach Polen deportiert 1942 verschollen in Belzyce                                                             | Dr.-Friedrichs-Ring (Lage)       | 16. Juni 2003  | |
|              | Hier wohnte Hersch Arozka Jg. 1891 deportiert 1942 verschollen in Belzyce                                                                                               | Dr.-Friedrichs-Ring (Lage)       | 16. Juni 2003  | |
|              | Hier wohnte David Grosser Jg. 1863 ausgewiesen 1938 nach Polen verschollen                                                                                              | Leipziger Straße 15 (Lage)       | 16. Juni 2003  | |
|              | Hier wohnte Gitel Grosser Jg. 1868 ausgewiesen 1938 nach Polen verschollen                                                                                              | Leipziger Straße 15 (Lage)       | 16. Juni 2003  | |
|              | Hier wohnte Rita Grosser Jg. 1930 ausgewiesen 1938 nach Polen ermordet 1942 in Belzec                                                                                   | Leipziger Straße 15 (Lage)       | 16. Juni 2003  | |
|              | Hier wohnte Antonia Grosser Jg. 1893 ausgewiesen 1938 nach Polen ermordet 1942 in Belzec                                                                                | Leipziger Straße 15 (Lage)       | 16. Juni 2003  | |
|              | Hier wohnte Lucie Grosser Jg. 1917 ausgewiesen 1938 nach Polen ermordet 1942 in Belzec                                                                                  | Leipziger Straße 15 (Lage)       | 16. Juni 2003  | |
|              | Hier wohnte Lea Glasner geb. David Jg. 1886 deportiert 1942 Belzyce / Polen vermisst                                                                                    | Leipziger Straße 15 (Lage)       | 1. Juni 2004   | |
|              | Hier wohnte Dora Lwowski geb. Loew Jg. 1899 deportiert 1942 Belzyce / Polen vermisst                                                                                    | Leipziger Straße 15 (Lage)       | 1. Juni 2004   | Dora Lwowski |
|              | Hier wohnte Friedel Lwowski Jg. 1931 deportiert 1942 Belzyce / Polen vermisst                                                                                           | Leipziger Straße 15 (Lage)       | 1. Juni 2004   | Friedel Lwowski |
|              | Hier wohnte Rachel Lwowski Jg. 1941 deportiert 1942 Belzyce / Polen vermisst                                                                                            | Leipziger Straße 15 (Lage)       | 1. Juni 2004   | Rachel Lwowski |
|              | Hier wohnte Srul Lwowski Jg. 1898 deportiert 1942 Belzyce / Polen vermisst                                                                                              | Leipziger Straße 15 (Lage)       | 1. Juni 2004   | Srul Lwowski |
|              | Hier wohnte Kalman Mannes Jg. 1865 Flucht 1935 England Tot 5.2.1945 London                                                                                              | Poetenweg 9 (Lage)               | 28. Juni 2022  | Kalman Mannes |
|              | Hier wohnte Fani Mannes Geb. Friedmann Jg. 1870 Flucht 1935 England Tot 10.4.1942 London                                                                                | Poetenweg 9 (Lage)               | 28. Juni 2022  | Fani Mannes |
|              | Hier wohnte Margarete Mannes Jg. 1900 Flucht 1935 England | Poetenweg 9 (Lage)               | 28. Juni 2022  | Margarete Mannes |
|              | Hier wohnte Ruth Cilly Mannes Verh. Nelki Jg. 1904 Flucht 1935 England                                                                                                  | Poetenweg 9 (Lage)               | 28. Juni 2022  | Ruth Cilly Mannes |
|              | Hier wohnte Dr. Siegfried Mannes Jg. 1906 Flucht 1933 England | Poetenweg 9 (Lage)               | 28. Juni 2022  | Dr. Siegfried Mannes |
|              | Hier wohnte Wolf Leib Kleinberger Jg. 1880 Flucht 1936 Palästina | Römerstraße 23 (Lage)            | 20. Juni 2023  | Wolf Leib Kleinberger |
|              | Hier wohnte Paula Kleinberger Geb. Kolländer Jg. 1879 Flucht 1939 Palästina                                                                                             | Römerstraße 23 (Lage)            | 20. Juni 2023  | Paula Kleinberger |
|              | Hier wohnte Josef Kleinberger Jg. 1905 Flucht 1938 Palästina | Römerstraße 23 (Lage)            | 20. Juni 2023  | Josef Kleinberger |
|              | Hier wohnte Elisa Kleinberger Geb. Blitzer Jg. 1912 Flucht 1938 Palästina                                                                                               | Römerstraße 23 (Lage)            | 20. Juni 2023  | Elisa Kleinberger |
|              | Hier wohnte Shlomo Kleinberger Jg. 1934 Flucht 1938 Palästina | Römerstraße 23 (Lage)            | 20. Juni 2023  | Shlomo Kleinberger |
|              | Hier wohnte Ruth Kleinberger | Römerstraße 23 (Lage)            | 20. Juni 2023  | Ruth Kleinberger |
|              | Hier wohnte Aron Kleinberger | Römerstraße 23 (Lage)            | 20. Juni 2023  | Aron Kleinberger |
|              | Hier wohnte Isaak Kleinberger | Römerstraße 23 (Lage)            | 20. Juni 2023  | Isaak Kleinberger |
|              | Hier wohnte Salomon Kleinberger | Römerstraße 23 (Lage)            | 20. Juni 2023  | Salomon Kleinberger |
|              | Hier wohnte Augusta Kleinberger, verh. Frischmann | Römerstraße 23 (Lage)            | 20. Juni 2023  | Augusta Frischmann |
|              | Hier wohnte Rosa Tammler geb. Galner Jg. 1869 deportiert Theresienstadt ermordet 7.7.1943                                                                               | Walther-Rathenau-Straße 9 (Lage) | 4. Juli 2007   | Rosa Tamler geb. Salner wurde am 15. März 1869 in Eisenau in der Bukowina, heute in Rumänien gelegen, geboren. Sie war verheiratet und staatenlos. Sie war schließlich eine Witwe und wurde am 8. September 1942 mit Transport XV/1 (Zug Da 511) von Kassel nach Theresienstadt deportiert. Ihre Transportnummer war die 847. Sie wurde am 7. Juli 1943 in Theresienstadt ums Leben gebracht. Als offizielle Todesursachen wurden Altersschwäche und Darmkatarrh eingetragen. Die Inschrift des Stolpersteins ist fehlerhaft. Der Familienname lautet Tamler, der Geburtsname Salner. |

## Verlegedaten
- 16. Juni 2003: Leipziger Straße 15
- Juni 2004: Bahnhofstraße 60, Dr.-Friedrichs-Ring, Emilienstraße 22, Leipziger Strasse 15 (Familie Glasner)
- 4. Juli 2007: Anton-Saefkow-Weg 22, Bachstraße 28, Walther-Rathenau-Straße 9
- 29. Mai 2017: Alter Steinweg 16
- 28. Juni 2022: Poetenweg 9
- 20. Juni 2023: Römerstraße 23

Typische Verlegesituationen in Zwickau:

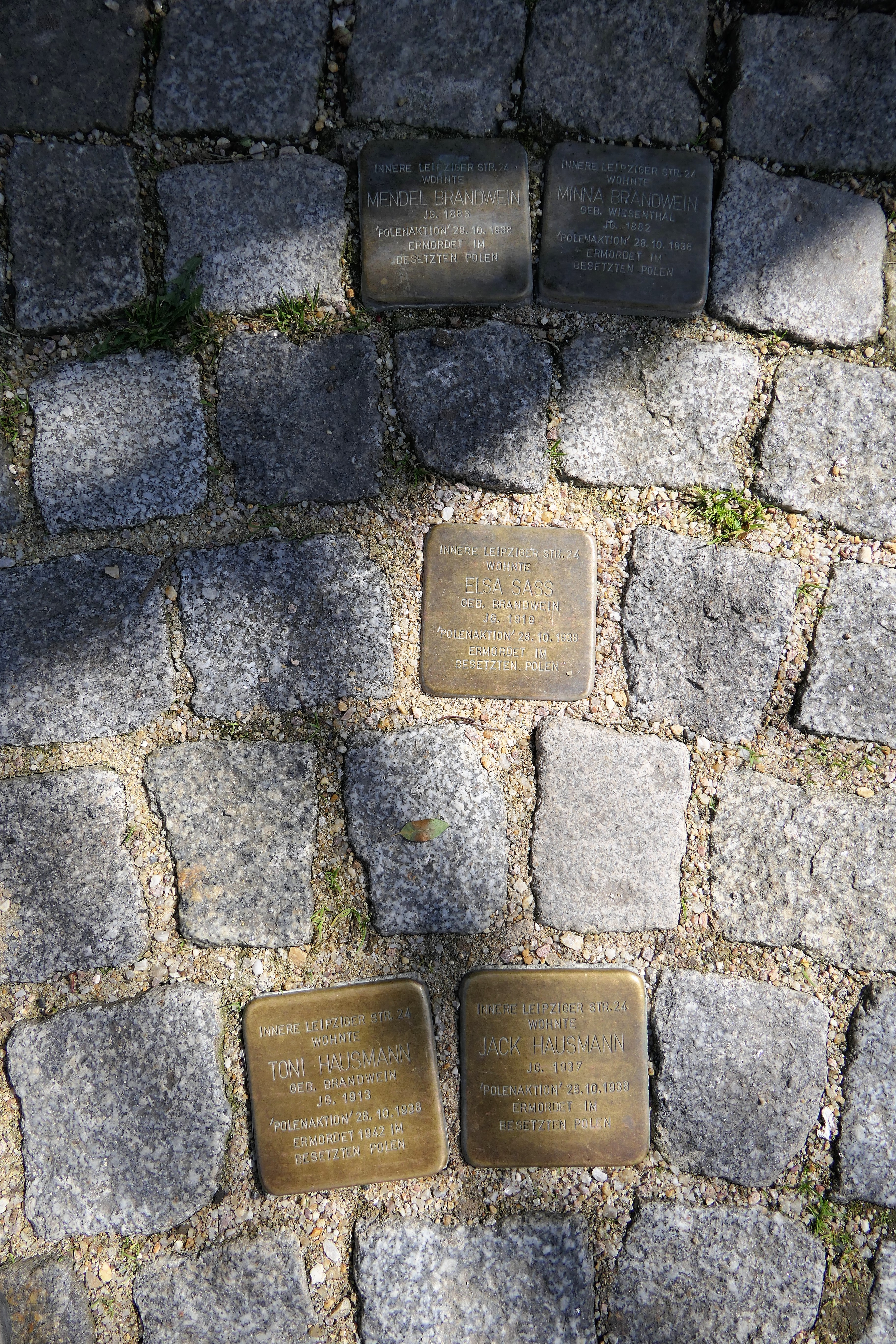
Alter Steinweg 16
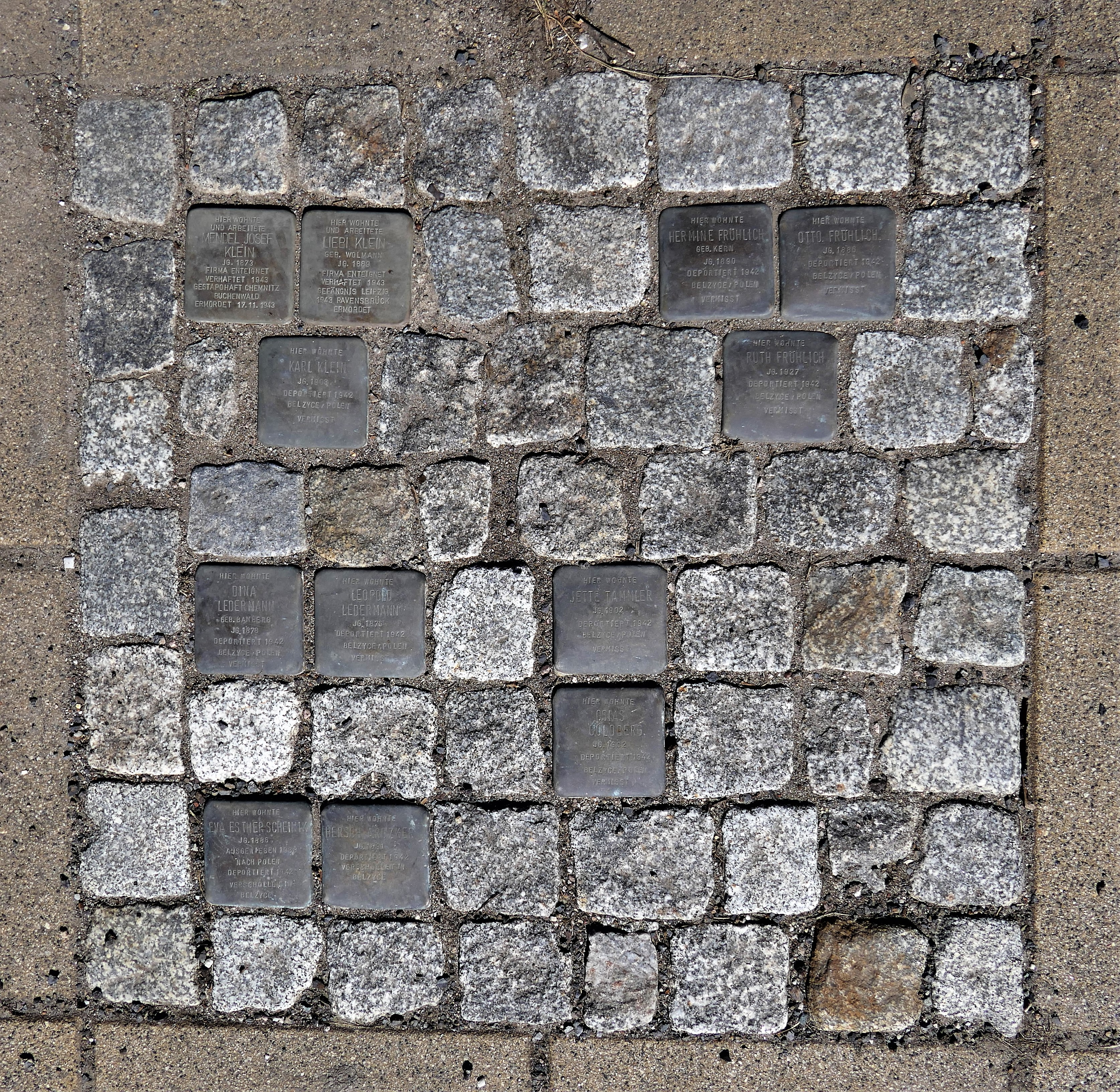
Dr.-Friedrichs-Ring
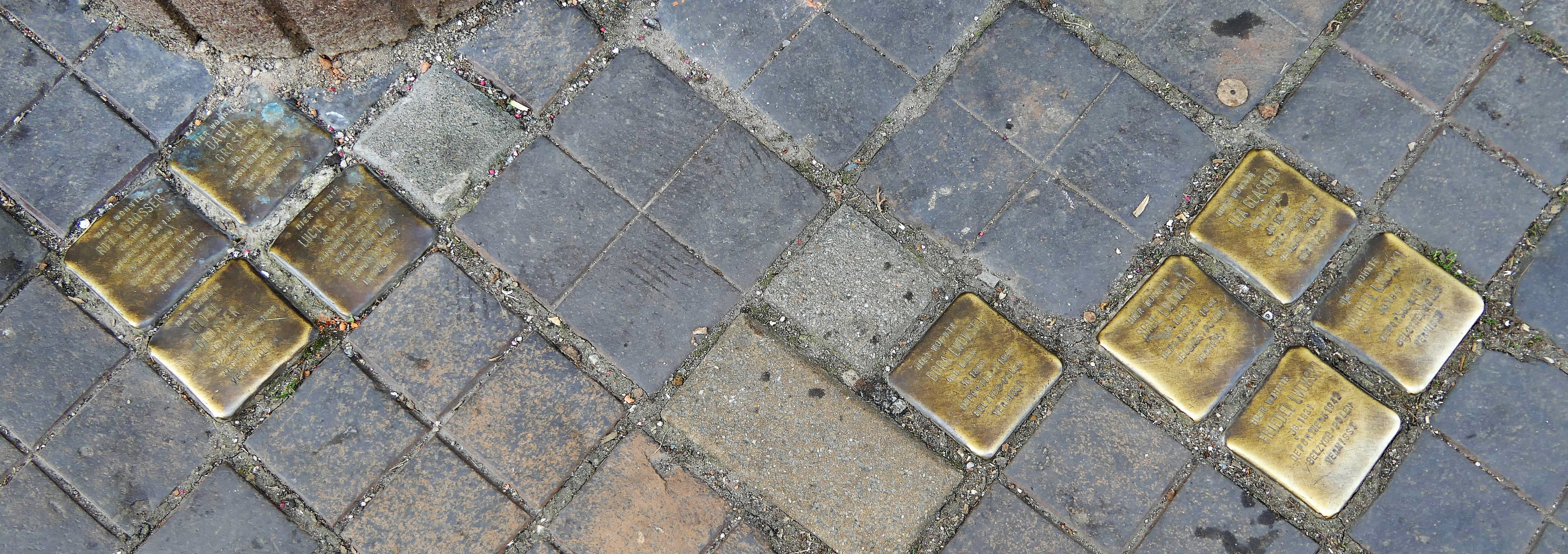
Leipziger Strasse 15